# 埃泽基耶尔上校镇
埃泽基耶尔上校镇是巴西北大河州的一个市镇。总面积185.752平方公里，总人口5039人，人口密度27.1人/平方公里。